# Ron Low
Ronald Albert Low, dit Ron Low (né le 21 juin 1950 à Birtle dans le Manitoba au Canada) est un gardien de but professionnel de hockey sur glace.

## Carrière de joueur
Low commence sa carrière de joueur en 1968-1969 en jouant pour les Kings de Dauphin en ligue mineure. Deux saisons plus tard, en 1970, lors du repêchage amateur de la Ligue nationale de hockey, il est choisi par les Maple Leafs de Toronto en 103e position au huitième tour.
Il joue alors dans la Ligue centrale de hockey pour les Oilers de Tulsa avant de faire ses débuts dans une patinoire de LNH en 1972. Il est promu en catastrophe à Toronto, qui vient de perdre son gardien partant, Bernard Parent, qui a fait défection pour se joindre à la nouvelle Association Mondiale de Hockey. Le jeune Low devient l'adjoint du vétéran Jacques Plante, et parviendra à l'éclipser, prenant la place de premier gardien de buts. Cependant, les Leafs connaissent une saison décevante et ratent les séries éliminatoires. L'année suivante, l'équipe renouvelle son personnel de gardiens, en faisant l'acquisition de Doug Favell des Flyers de Philadelphie, et Low retourne dans les ligues mineures après une seule saison.
En 1974, lors de l'expansion de la LNH, il est réclamé par les Capitals de Washington, une des deux nouvelles équipes qui se joignent alors à la LNH. Il joue trois saisons pour les Capitals. La première est particulièrement difficile, puisque l'équipe établit un record de la ligue pour les défaites ; il est de loin leur meilleur gardien de buts, cependant, malgré une moyenne de but accordés de près de 5,5 par partie. Il reste le premier gardien de la franchise à réaliser un blanchissage en février 1975 contre les Scouts de Kansas City. Ses statistiques sont semblables lors de la deuxième saison des Caps, alors que l'équipe ne s'améliore que marginalement, mais il fait beaucoup mieux en 1977. Malgré ses trois années cauchemardesques, tout le monde reconnaît qu'il a accompli du bon travail dans des circonstances très difficiles, et les Red Wings de Détroit en font l'acquisition pour remplacer Ed Giacomin en 1977. Cependant, ses performances sont en dents de scie et il partage le temps de jeu avec Jim Rutherford, puis se retrouve dans les ligues mineures l'année suivante. Ainsi, il joue à nouveau dans la LCH avec les Red Wings de Kansas City en 1978 et gagne le trophée Tommy Ivan de meilleur joueur de la ligue.
En 1979, la LNH s'agrandit encore une fois en intégrant quatre des anciennes équipes de l'AMH dans ses rangs, et lors du repêchage d'expansion, il rejoint les Nordiques de Québec. Il découvre alors la Ligue américaine de hockey avec les Firebirds de Syracuse en début de saison avant de rejoindre les Nordiques à la fin décembre pour remplacer Göran Högosta. Il ne reste que quinze matchs avec les Nordiques avant de rejoindre les Oilers d'Edmonton, étant échangé à Edmonton en mars suivant. Il termine la saison en force et joue en séries éliminatoires pour la seconde et dernière fois de sa carrière. En 1983, il rejoint les Devils du New Jersey à la suite d'un autre échange. 
Il met fin à sa carrière de joueur en 1986 après une dernière saison de six matchs dans la LAH avec les Oilers de la Nouvelle-Écosse.

## Carrière d'entraîneur
Après ces six matchs, il devient en 1987 l'entraîneur adjoint de l'équipe et il prend rapidement le poste d'entraîneur principal de l'équipe.
Il exerce cette fonction jusqu'en 1989, année où il rejoint les Oilers d'Edmonton en tant qu'entraîneur adjoint. Il gagne alors la Coupe Stanley cette année-là. Six ans plus tard, il devient l'entraîneur-chef des Oilers et quatre saisons plus tard, il prend la tête des Aeros de Houston de la LAH pour une saison.
Il retourne une nouvelle fois derrière un banc de la LNH mais cette fois-ci pour les Rangers de New York (2000) et pour deux saisons. Il reste dans l'organisation des Rangers en tant que recruteur jusqu'en 2004, année où il devient recruteur pour les Sénateurs d'Ottawa et entraîneur des gardiens.
En août 2007, il est nommé adjoint à l'entraîneur-chef des Sénateurs d'Ottawa, John Paddock.

## Statistiques

### Joueur
| Saison     | Équipe                       | Ligue          |     | Saison régulière | Saison régulière | Saison régulière | Saison régulière | Saison régulière | Saison régulière | Saison régulière | Saison régulière | Saison régulière | Saison régulière |   | Séries éliminatoires | Séries éliminatoires | Séries éliminatoires | Séries éliminatoires | Séries éliminatoires | Séries éliminatoires | Séries éliminatoires | Séries éliminatoires | Séries éliminatoires |
| Saison     | Équipe                       | Ligue          | PJ  | V                | D                | Pr/N             | Min              | BC               | Moy              | % Arr            | Bl               | Pun              | PJ               | V | D                    | Min                  | BC                   | Moy                  | % Arr                | Bl                   | Pun                  |                      |                      |
| 1967-1968  | Jets de Winnipeg             | WCJHL          | 16  |                  |                  |                  | 960              | 92               | 5,75             |                  | 0                | 7                |                  |   |                      |                      |                      |                      |                      |                      |                      |                      |                      |
| 1969       | Kings de Dauphin             | Coupe Memorial | 12  | 7                | 5                | 0                | 730              | 55               | 4,52             |                  | 0                |                  | 12               | 7 | 5                    | 730                  | 55                   | 4,52                 |                      | 0                    |                      |                      |                      |
| 1969-1970  | Kings de Dauphin             | MJHL           | 33  |                  |                  |                  | 2 001            | 119              | 3,57             |                  | 0                |                  |                  |   |                      |                      |                      |                      |                      |                      |                      |                      |                      |
| 1970       | Kings de Dauphin             | Coupe Memorial | 6   | 2                | 4                | 0                | 293              | 26               | 5,32             |                  | 1                |                  | 6                | 2 | 4                    | 293                  | 26                   | 5,32                 |                      | 1                    |                      |                      |                      |
| 1970-1971  | Rockets de Jacksonville      | EHL            | 49  |                  |                  |                  | 2 940            | 293              | 5,98             |                  | 1                | 0                |                  |   |                      |                      |                      |                      |                      |                      |                      |                      |                      |
| 1970-1971  | Oilers de Tulsa              | LCH            | 4   |                  |                  |                  | 192              | 11               | 5,11             |                  | 0                | 0                |                  |   |                      |                      |                      |                      |                      |                      |                      |                      |                      |
| 1971-1972  | Robins de Richmond           | LAH            | 1   | 1                | 0                | 0                | 60               | 2                | 2                |                  | 0                | 0                |                  |   |                      |                      |                      |                      |                      |                      |                      |                      |                      |
| 1971-1972  | Oilers de Tulsa              | LCH            | 43  | 21               | 18               | 2                | 2 428            | 135              | 3,33             |                  | 1                | 4                | 8                |   |                      | 474                  | 15                   | 1,89                 |                      | 1                    | 0                    |                      |                      |
| 1972-1973  | Maple Leafs de Toronto       | LNH            | 42  | 12               | 24               | 4                | 2 339            | 152              | 3,9              | 88,1             | 1                | 4                |                  |   |                      |                      |                      |                      |                      |                      |                      |                      |                      |
| 1973-1974  | Oilers de Tulsa              | LCH            | 56  | 23               | 23               | 8                | 3 213            | 169              | 3,16             |                  | 1                | 7                |                  |   |                      |                      |                      |                      |                      |                      |                      |                      |                      |
| 1974-1975  | Capitals de Washington       | LNH            | 48  | 8                | 36               | 2                | 2 587            | 235              | 5,45             | 85,5             | 1                | 4                |                  |   |                      |                      |                      |                      |                      |                      |                      |                      |                      |
| 1975-1976  | Capitals de Washington       | LNH            | 43  | 6                | 31               | 2                | 2 285            | 208              | 5,46             | 85,4             | 0                | 2                |                  |   |                      |                      |                      |                      |                      |                      |                      |                      |                      |
| 1976-1977  | Capitals de Washington       | LNH            | 54  | 16               | 27               | 5                | 2 910            | 188              | 3,88             | 88,1             | 0                | 4                |                  |   |                      |                      |                      |                      |                      |                      |                      |                      |                      |
| 1977-1978  | Red Wings de Détroit         | LNH            | 32  | 9                | 12               | 9                | 1 813            | 102              | 3,37             | 88,6             | 1                | 0                | 4                | 1 | 3                    | 240                  | 17                   | 4,25                 | 87,9                 | 0                    |                      |                      |                      |
| 1978-1979  | Red Wings de Kansas City     | LCH            | 63  | 33               | 28               | 2                | 3 795            | 244              | 3,86             |                  | 0                | 2                | 5                | 1 | 4                    | 237                  | 15                   | 3,8                  |                      | 0                    | 0                    |                      |                      |
| 1979-1980  | Nordiques de Québec          | LNH            | 15  | 5                | 7                | 2                | 826              | 51               | 3,71             | 88,4             | 0                | 0                |                  |   |                      |                      |                      |                      |                      |                      |                      |                      |                      |
| 1979-1980  | Firebirds de Syracuse        | LAH            | 15  | 5                | 9                | 1                | 905              | 70               | 4,64             |                  | 0                | 2                |                  |   |                      |                      |                      |                      |                      |                      |                      |                      |                      |
| 1979-1980  | Oilers d'Edmonton            | LNH            | 11  | 8                | 2                | 1                | 650              | 37               | 3,42             | 89,7             | 0                | 0                | 3                | 0 | 3                    | 212                  | 12                   | 3,4                  | 90,6                 | 0                    | 0                    |                      |                      |
| 1980-1981  | Oilers d'Edmonton            | LNH            | 24  | 5                | 13               | 3                | 1 258            | 93               | 4,44             | 85,6             | 0                | 0                |                  |   |                      |                      |                      |                      |                      |                      |                      |                      |                      |
| 1980-1981  | Wind de Wichita              | LCH            | 2   | 0                | 2                | 0                | 120              | 10               | 5                |                  | 0                | 0                |                  |   |                      |                      |                      |                      |                      |                      |                      |                      |                      |
| 1981-1982  | Oilers d'Edmonton            | LNH            | 29  | 17               | 7                | 1                | 1 554            | 100              | 3,86             | 87,4             | 0                | 2                |                  |   |                      |                      |                      |                      |                      |                      |                      |                      |                      |
| 1982-1983  | Oilers d'Edmonton            | LNH            | 3   | 0                | 1                | 0                | 104              | 10               | 5,78             | 81,5             | 0                | 0                |                  |   |                      |                      |                      |                      |                      |                      |                      |                      |                      |
| 1982-1983  | Devils du New Jersey         | LNH            | 11  | 2                | 7                | 1                | 604              | 41               | 4,07             | 88               | 0                | 1                |                  |   |                      |                      |                      |                      |                      |                      |                      |                      |                      |
| 1982-1983  | Alpines de Moncton           | LAH            | 6   |                  |                  |                  | 365              | 22               | 3,62             |                  | 1                | 0                |                  |   |                      |                      |                      |                      |                      |                      |                      |                      |                      |
| 1983-1984  | Devils du New Jersey         | LNH            | 44  | 8                | 25               | 4                | 2 211            | 161              | 4,37             | 85,8             | 0                | 4                |                  |   |                      |                      |                      |                      |                      |                      |                      |                      |                      |
| 1984-1985  | Devils du New Jersey         | LNH            | 26  | 6                | 11               | 4                | 1 325            | 85               | 3,85             | 86,4             | 1                | 21               |                  |   |                      |                      |                      |                      |                      |                      |                      |                      |                      |
| 1985-1986  | Oilers de la Nouvelle-Écosse | LAH            | 6   | 1                | 5                | 0                | 299              | 24               | 4,82             |                  | 0                | 0                |                  |   |                      |                      |                      |                      |                      |                      |                      |                      |                      |
| Totaux LNH | Totaux LNH                   | Totaux LNH     | 382 | 102              | 203              | 38               | 20 465           | 1463             | 4,29             | 86,6             | 4                | 45               | 7                | 1 | 6                    | 452                  | 29                   | 3,85                 |                      | 0                    | 0                    |                      |                      |

### Entraîneur
| Saison    | Équipe                       | Ligue |    | PJ | V  | D  | N | Pr                  |  | Séries éliminatoires |
| 1987-1988 | Oilers de la Nouvelle-Écosse | LAH   | 80 | 35 | 34 | 9  | 2 | Défaite au 1er tour |  |                      |
| 1988-1989 | Oilers du Cap-Breton         | LAH   | 80 | 27 | 47 | 6  | 0 | Non qualifiés       |  |                      |
| 1994-1995 | Oilers d'Edmonton            | LNH   | 13 | 5  | 7  | 1  | 0 | Non qualifiés       |  |                      |
| 1995-1996 | Oilers d'Edmonton            | LNH   | 82 | 30 | 44 | 8  | 0 | Non qualifiés       |  |                      |
| 1996-1997 | Oilers d'Edmonton            | LNH   | 82 | 36 | 37 | 9  | 0 | Défaite au 2e tour  |  |                      |
| 1997-1998 | Oilers d'Edmonton            | LNH   | 82 | 35 | 37 | 10 | 0 | Défaite au 2e tour  |  |                      |
| 1998-1999 | Oilers d'Edmonton            | LNH   | 82 | 33 | 37 | 12 | 0 | Défaite au 1er tour |  |                      |
| 1999-2000 | Aeros de Houston             | LIH   | 82 | 44 | 29 | 0  | 9 | Défaite au 3e tour  |  |                      |
| 2000-2001 | Rangers de New York          | LNH   | 82 | 33 | 43 | 5  | 1 | Non qualifiés       |  |                      |
| 2001-2002 | Rangers de New York          | LNH   | 82 | 36 | 38 | 4  | 4 | Non qualifiés       |  |                      |